# Korejec (1886)
Korejec byl dělový člun Ruského carského námořnictva postavený ve švédské loděnici ve Stockholmu. Měl dalších sedm sesterských lodí. Jeho úkolem bylo hlídkování. Korejec byl vyhozen do vzduchu vlastní posádkou v bezvýchodné situaci po bitvě u Čemulpcha v samém počátku rusko-japonské války.

## Stavba
Korejec byl postaven ve Stockholmu. Stavba lodi začala v roce 1885 a v srpnu následujícího roku byl trup spuštěn na vodu. Dokončen byl v roce 1888.

## Výzbroj
Jednalo se o silně vyzbrojené plavidlo. Na přídi byla v bočních barbetách dvě 203mm děla, krytá štítem. Další 152mm dělo bylo na zádi a na bocích byla rozmístěna další čtyři 107mm děla.

## Operační nasazení

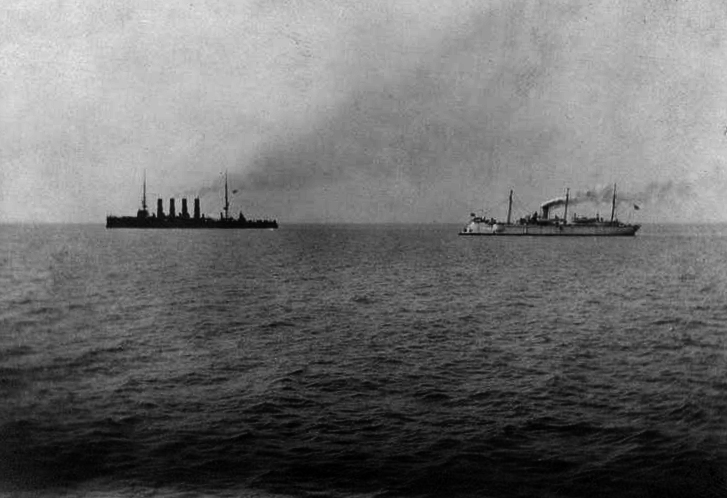
Varjag a Korejec plují do bitvy

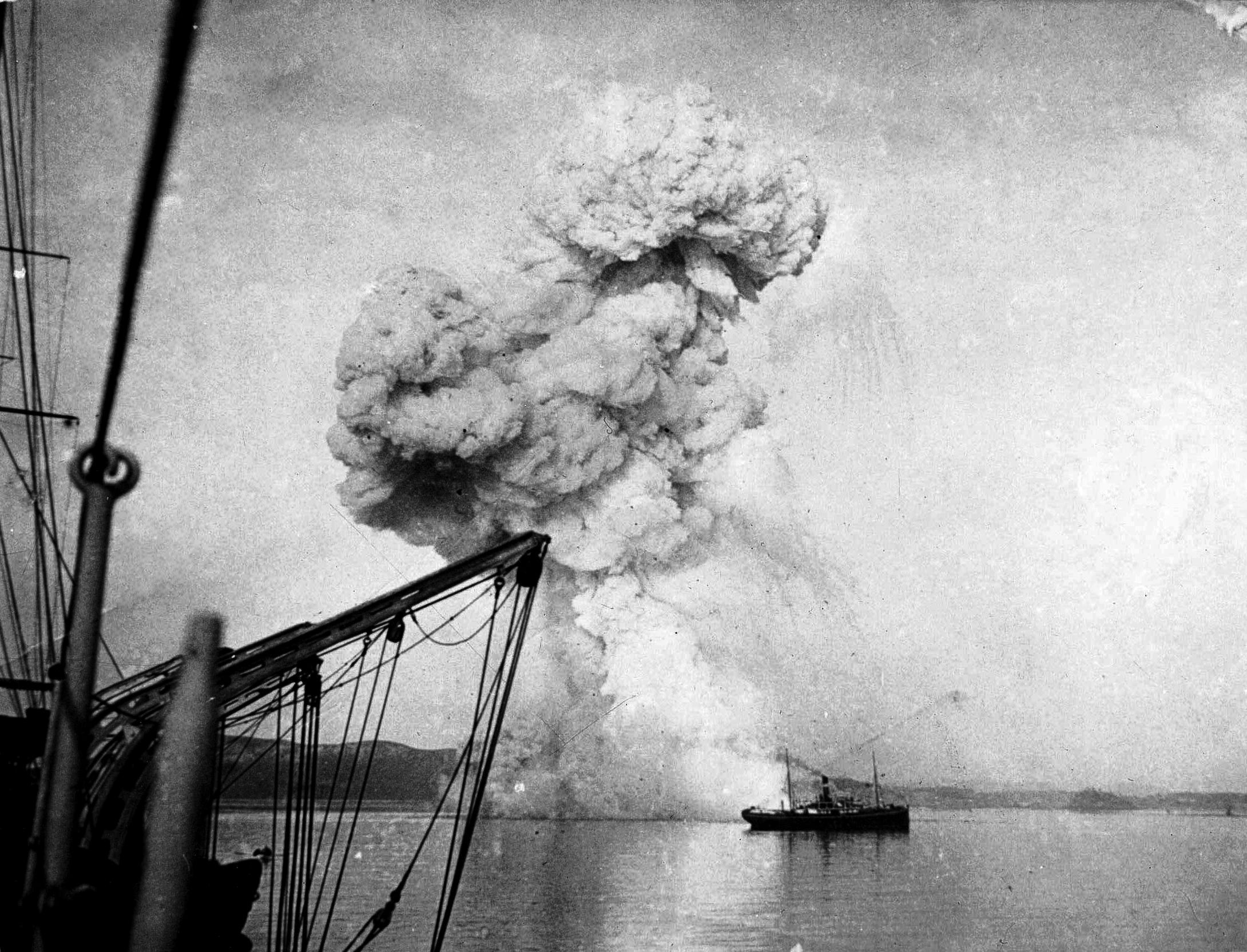
Zničení Korejce

Korejec byl ztracen na samém počátku rusko-japonské války. Před jejím vypuknutím kotvil spolu s chráněným křižníkem Varjag v korejském přístavu Čemulpo, kde byly také křižníky několika dalších zemí – francouzský Pascal, americký Vicksburg, anglický HMS Talbot, italský Elba a japonský Čijoda.
Večer 7. února z přístavu náhle vyplul japonský křižník Čijoda a zůstal před ním na volném moři. Ruské velení se rozhodlo odeslat člun Korejec do Port Arthuru. Když Korejec odpoledne 8. února vyplul z rejdy přístavu, potkal japonský invazní svaz, který tvořily transportní lodě se 4000 vojáky, doprovázené křižníky Asama, Takačihó, Akaši, Niitaka a několika torpédoborci. Válka v té době ještě nebyla vyhlášena, přesto japonské torpédoborce Korejec napadly torpédy a člun se po krátké potyčce stáhl zpět na rejdu přístavu (japonská verze naopak uváděla, že jako první napadl jejich lodě Korejec a stala se jednou ze záminek k vypuknutí války).
Následujícího rána dostaly ruské lodě ultimátum a pokud by do 12 hodiny neopustily přístav, měly být napadeny přímo na rejdě. Přestože měla japonská eskadra drtivou převahu, rozhodl se velitel lodi kapitán Rudněv vyplout a podstoupit předem prohraný boj. Varjag a Korejec vypluly v 11:20 a v 11:45 začal střelba mezi oběma eskadrami.
Varjag byl v bitvě poškozen osmi přímými zásahy a dopadem střepin, naopak Korejec byl v bitvě téměř nepoškozen. Kapitán Rudněv se po téměř cca 20 minut trvajícím dělostřeleckém souboji rozhodl vrátit do přístavu a zde své lodi potopit. Celé střetnutí je známo jako bitva u Čemulpcha.
Čluny z válečných lodí neutrálních států pomohly s evakuací raněných a posádka Varjagu poté otevřela ventily, kterými do lodi začala proudit voda. Posádka Korejce svou loď v 16 hodin vyhodila do vzduchu.